# Ben falado!

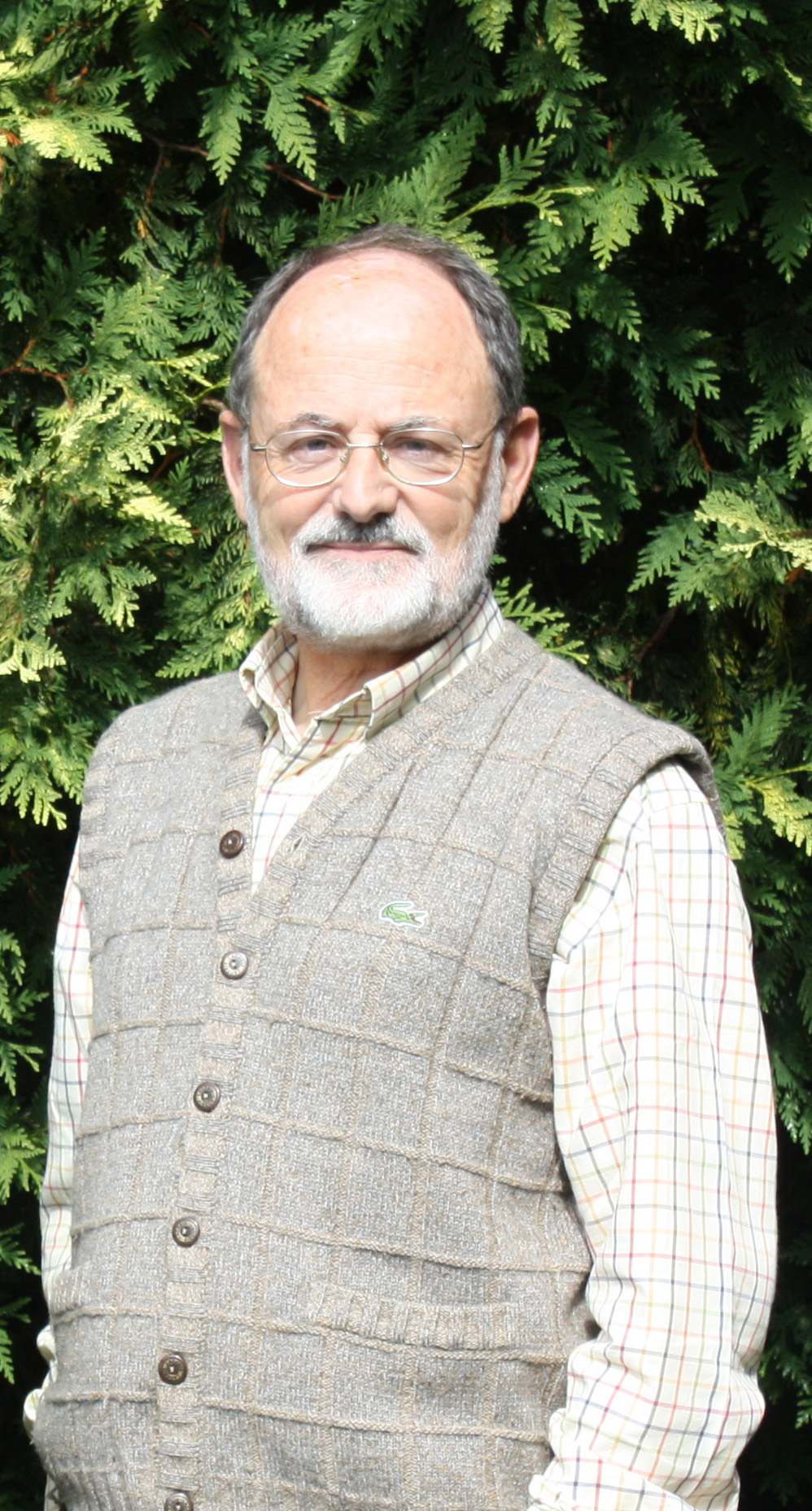
Xesús Ferro Ruibal, dirigiu Ben falado!

Ben falado! é um microespaço de divulgação de cinco minutos diários dedicados à Língua galega patrocinado pela Secretaria Geral de Política Lingüística, dirigido e apresentado pelo acadêmico e secretário do Centro Ramón Piñeiro para a pesquisa em Humanidades, Xesus Ferro Ruibal. É transmitido pela Televisão da Galícia. A primeira série foi composta de 250 programas durante 2008-2009 e depois transmitidos pelo Correio TV, e a segunda série composta de 230 programas que começaram a ser transmitidos em 7 de junho de 2010. Também foi editado um DVD com 82 capítulos da primeira série.

## Objetivos
O programa Ben falado! permite ao telespectador acesso a diversas questões linguísticas:
- Explicações de apelidos e topônimos.
- Curiosidades lexicais, gramaticais e ortográficas.
- Sentido de ditos e provérbios.
- A língua na atualidade: nas escolas, nos institutos, nos movimentos juvenis, nas empresas ou na própria internet.
- Evolução histórica da língua.
- A língua de hoje num contexto internacional: novas tecnologias como a tradução automática, a síntese de voz, o mundo dos blogs, o .gal, as televisões escolares em galego etc.

### Outros artigos
- TVG
- Lei de Normalização Linguística ((em galego) gl:Lei de normalización lingüística)
- Língua galega